# دانيال كومان
دانيال كومان (بالرومانية: Dănuț Coman)‏ هو لاعب كرة قدم روماني في مركز حراسة المرمى، ولد في 28 مارس 1979 في Ștefănești, Argeș ‏ في رومانيا. شارك مع منتخب رومانيا لكرة القدم. أما مع النوادي، فقد لعب مع رابيد بوخارست ونادي أسترا جورجو ونادي براشوف ونادي فاسلوي.

## وصلات خارجية
- دانيال كومان على موقع الاتحاد الأوربي (الإنجليزية)
- دانيال كومان على موقع قاعدة بيانات كرة القدم.إي يو (الإنجليزية)
- دانيال كومان على موقع ناشيونال فوتبول تيمز (الإنجليزية)
- دانيال كومان على موقع Soccerway.com (الإنجليزية)
- دانيال كومان على موقع عالم كرة القدم.نت (الإنجليزية)
- دانيال كومان على موقع AS.com (الإسبانية)